# Songs About Fucking
| Đánh giá chuyên môn | Đánh giá chuyên môn |
| Nguồn đánh giá      | Nguồn đánh giá      |
| Nguồn               | Đánh giá            |
| ------------------- | ------------------- |
| Allmusic            | [ 1 ]               |
| Rolling Stone       | [ 2 ]               |
| Robert Christgau    | A−                  |
| Underground         | (2.5/3)             |

Songs About Fucking là album phòng thu thứ hai và cuối cùng của ban nhạc rock người Mỹ Big Black. Nó được xếp ở vị trí 54 trên danh sách 'Top 100 Albums of the 1980s' của Pitchfork Media. Hai bản cover xuất hiện trong album, "The Model" của Kraftwerk, và "He's a Whore" của Cheap Trick trên phiên bản CD.

## Sản xuất
Steve Albini nói rằng Songs About Fucking là album của Big Black mà ông thỏa mãn nhất. Trong một bài phỏng vấn năm 1992 với tạp chí Maximumrocknroll, Albini phát biểu: 
| “ | Tuyệt nhất là mặt một của 'Songs About Fucking'. Tôi thực sự hài lòng với cái cách mà chúng tôi đã làm. Chúng tôi chỉ tạt vào phòng thu, phang ra tất cả các bài hát rồi rút. Không tốn nhiều thì giờ, không tốn nhiều chi phí, nhưng mượt mà thật sự. Mặt hai được thu âm một cách nhàn nhã hơn. Bài nhạc của Cheap Trick đó chỉ tình cờ ở trong băng nhạc và CD, và chúng tôi quyết định để nó ở đó. | ” |

Ban đã quyết định tan rã từ trước khi album được thu, thêm vào đó tay guitar Santiago Durango quyết định đăng ký vào trường luật, kết quả là ban nhạc giải tán khi đang ở đỉnh cao.

## Danh sách ca khúc
Tất cả bài hát được sáng tác bởi Big Black, trừ khi có ghi chú.
Mặt "Happy Otter"
1. "The Power of Independent Trucking" – 1:27
2. "The Model" – 2:34 (Karl Bartos, Ralf Hütter, Emil Schult)
3. "Bad Penny" – 2:33
4. "L Dopa" – 1:40
5. "Precious Thing" – 2:20
6. "Colombian Necktie" – 2:14

Mặt "Sad Otter"
1. "Kitty Empire" – 4:01
2. "Ergot" – 2:27
3. "Kasimir S. Pulaski Day" – 2:28
4. "Fish Fry" – 2:06
5. "Pavement Saw" – 2:12
6. "Tiny, King of the Jews" – 2:31
7. "Bombastic Intro" – 0:35

Track đi kèm CD
1. "He's a Whore" – 2:37* (Rick Nielsen)

## Thành phần tham gia
- Dave Riley – guitar bass
- Santiago Durango (dưới tên Melvin Belli) – guitar
- Steve Albini: guitar, hát
- "Roland" (một trống máy E-mu Drumulator) – trống